# Jean Darot
Jean Darot (ur. 6 stycznia 1931 w Vaucresson, zm. 25 sierpnia 2018 w Saran) – francuski lekkoatleta, specjalista rzutu dyskiem i pchnięcia kulą.
Wystąpił w obu tych konkurencjach na mistrzostwach Europy w 1950 w Brukseli, ale w żadnej nie zakwalifikował się do finału. Podobnie było na mistrzostwach Europy w 1954 w Bernie, gdzie odpadł w kwalifikacjach rzutu dyskiem.
Zajął 5. miejsca w pchnięciu kulą i rzucie dyskiem na igrzyskach śródziemnomorskich w 1955 w Barcelonie, a także 11. miejsce w finale rzutu dyskiem na letniej uniwersjadzie w 1959 w Turynie.
Darot był mistrzem Francji w rzucie dyskiem w latach 1953–1955, wicemistrzem w tej konkurencji w 1957 i 1959 oraz brązowym medalistą w pchnięciu kulą w 1950 i w rzucie dyskiem w 1960.
Jego rekord życiowy w rzucie dyskiem wynosił 50,95 m (1959), a w pchnięciu kulą 15,01 m (1954). 